# Miroslav Podborský
Miroslav Podborský (1966) is een Tsjechisch quadrathlon-atleet.

## Levensloop
Podborský werd zesmaal wereldkampioen op de sprint, tienmaal op de middellange afstand en eenmaal op de lange afstand. Daarnaast won hij vijfmaal de wereldbeker en tweemaal de Europese beker. Voorts werd hij vijfmaal Europees kampioen op de sprint en viermaal op de middellange afstand.

## Palmares
- Wereldkampioenschap sprint: 2002, 2003, 2004, 2005 en 2013
- Wereldkampioenschap middellange afstand: 1999, 2000, 2001, 2002, 2003, 2004, 2005, 2006, 2011 en 2012
- Wereldkampioenschap lange afstand: 2001
- Wereldkampioenschap middellange afstand: 2007, 2008, 2009, en 2010
- Wereldkampioenschap lange afstand: 1995, 1999 en 2004
- Wereldkampioenschap lange afstand: 1996 en 1997
- Wereldbeker: 2001, 2002, 2004, 2005 en 2007
- Wereldbeker: 2003 en 2006
- Wereldbeker: 2008
- Europees kampioenschap sprint: 1998, 1999, 2006, 2013 en 2014
- Europees kampioenschap middellange afstand: 1999, 2000, 2005, 2007
- Europees kampioenschap middellange afstand: 1996
- Europese beker: 1999 en 2000